# Veturio
Veturio  è un nome proprio di persona italiano maschile.

## Varianti
- Maschili: Vetulio[2], Vetulo[2]
- Femminili: Veturia[2], Vetulia[2], Vetula[2]

## Origine e diffusione
Nome di scarsa diffusione, che deriva dall'antico gentilizio romano Veturius, tipico della gens Veturia. Dall'etimologia incerta, potrebbe essere correlato al latino vetulus ("vecchietto") oppure a un qualche nome etrusco a cui risale anche il toponimo di Vetulonia.
In alcuni casi, specie per le varianti "Vetulio" e "Vetulo", può anche costituire una variante di Vitulio (da vitulus, "vitello").

## Onomastico
L'onomastico si può festeggiare il 17 luglio in memoria di san Veturio, uno dei martiri scillitani.

## Persone

### Variante femminile Veturia
- Veturia, matrona romana, madre di Gneo Marcio Coriolano